# Alain Le Ray
Alain Andre Etienne Henri Le Ray (* 3. Oktober 1910 im 16. Arrondissement von Paris; † 4. Juni 2007 ebenso im 16. Arrondissement von Paris) war ein französischer Offizier, Widerstandskämpfer und zuletzt General de corps d’armée sowie Träger des Großkreuzes (Grand-Croix), der höchsten militärischen Auszeichnung der Ehrenlegion (Légion d’honneur).

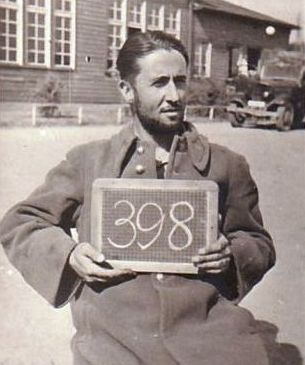
Le Ray als deutscher Kriegsgefangener 1941

Le Ray geriet 1940 als Leutnant in deutsche Kriegsgefangenschaft. Im April 1941 gelang ihm die Flucht aus dem als ausbruchssicher geltenden Schloss Colditz in Sachsen. Sein Weg führte ihn über Nürnberg, Stuttgart, Tuttlingen, Singen und Gottmadingen nach Schaffhausen in der Schweiz, wobei er fast ausschließlich die Bahn benutzte und die Grenze zur Schweiz vorne auf einer Dampflokomotive als eine Art Galionsfigur auf dem Nachtzug nach Erzingen überquerte. Anschließend nahm er eine Schlüsselrolle beim französischen Widerstand ein. Als erfahrener Bergsteiger gründete er in den französischen Alpen bei Grenoble die Widerstandsgruppe Maquis du Vercors. 1945 führte er die französischen Truppen (FFI) im Département Isère an und lieferte deutschen und italienischen Gebirgsjägern Gefechte in ihrem letzten Rückzugsposten in den Alpen am Mont Cenis.
Nach dem Ende des Zweiten Weltkrieges blieb er seinem Beruf treu und kämpfte in Indochina (Indochinakrieg) und Algerien (Algerienkrieg). Ende der fünfziger Jahre wurde er von der französischen Regierung als Militärattaché in Bonn eingesetzt.

## Biografie

### Junger Bergsteiger, Mitglied der Bleau Group
In den 1930er Jahren war Alain Le Ray Mitglied der Bleau-Gruppe, zu der auch Pariser Bergsteiger gehörten, darunter seine Freunde Jacques Boell (Alpinist und Bergschriftsteller) und André Boell, Marcel Ichac, die Schwestern Elisabeth und Raymonde Lartigue usw.

### Der erste Anführer des Maquis du Vercors
Alain Le Ray besuchte die Offiziersschule in Saint-Maixent und durchlief das berühmte 159. Alpine Infanterieregiment.
Vor dem Zweiten Weltkrieg leitete er eine Aufklärerabteilung der Gebirgsjäger („section d’éclaireurs-skieurs“, SES).
1940 wurde er nach einer Verwundung auf der Ourcq gefangen genommen.
Am 12. April 1941 war er der erste Gefangene, dem die Flucht aus dem legendären, als ausbruchssicher geltenden Oflag IVc auf Schloss Colditz gelang. Über Nürnberg, Stuttgart, Tuttlingen, Singen und Gottmadingen erreichte er überwiegend per Bahn Schaffhausen in der Schweiz. Die Grenze überquerte er mit dem Nachtzug nach Erzingen, indem er wie eine Galionsfigur auf einer Plattform zwischen den Laternen einer Dampflokomotive saß. Nach seiner Rückkehr nach Frankreich kehrte er zu seinem ursprünglichen Regiment in der Waffenstillstandsarmee (Vichy-Armee) zurück.
Alain Le Ray trat 1943 der Résistance bei und wurde der erste militärische Anführer des Maquis von Vercors (unter den Namen "Rouvier" oder "Commander Ferval"). Er gehörte mit dem Architekten Pierre Dalloz, dem Kommandanten Marcel Pourchier (ehemaliger Kommandeur der Ausbildungsstätte der Gebirgstruppe „École militaire de haute montagne“ – EMHM), dem Schriftsteller Jean Prévost und dem Journalisten Yves Farge zu den Gründern des Vercors-Maquis. "Er gründete das kladestine Kampfkomitee von Vercors und war der erste militärische Anführer des Massivs, der daraus bewusst keine Festung machen wollte, sondern eine Plattform für Fallschirmoperationen, von der aus Kommandos ausgesandt werden sollten." (Jean Mabire, Die Schlacht der Alpen 1944–1945, Presses de la Cité, T1, 1986, S. 15).
1944 wurde er Kommandeur der Forces françaises de l’intérieur von Isère und organisierte die Befreiung der Region zusammen mit den Alliierten.
Im April 1945 befreite er an der Spitze der 7. Halbjäger-Brigade der Alpenjäger nach harten Kämpfen den Mont-Cenis und eroberte die letzten, noch im Besitz der Deutschen befindlichen, Territorien zurück.
Der Schriftsteller Jean Mabire schrieb über ihn: "Vom Gefühl her wäre er eher das, was man einen ‚Progressiven‘ mit großzügigen Ideen nennt, aber vom Instinkt her bleibt er ein großer Herr mit souveräner Autorität." (Jean Mabire, „La bataille des Alpes“ 1944–1945, Band 1, S. 16).

### Militärische Karriere nach 1945
Alain Le Ray führte operative Kommandoposten in Französisch-Indochina und Algerien, darunter:
- Indochinakrieg 1953–1954
- Stabschef der Parachute Division (Fallschirmjäger) 1955–1956
- Algerienkrieg 1955–1958
- Militärattaché bei der französischen Botschaft in Bonn
- Brigadegeneral, Kommandeur der 27. Alpendivision in Großkabylien 1962
- Generalmajor, Kommandant der 7. mechanisierten Division
- General des Korps (Generalleutnant) 1968

### Assoziative Verantwortung
Alain Le Ray war von 1973 bis 1981 Direktor des Nationalpark Écrins.
Von 1970 bis 1982 war General Le Ray Präsident von L'Epaulette, einer Vereinigung von Offizieren, die nicht die Militärschule Saint-Cyr absolviert haben.
Seit 1969 war er Ehrenpräsident des Nationalen Verbandes der Gebirgsaufklärer und -truppen.
Er starb am 4. Juni 2007. Seine Beerdigung, ein Begräbnis mit militärischen Ehren fand am 11. Juni im Invalidendom in Paris statt, bevor er am nächsten Tag in der Gruft der Mauriacs auf dem Friedhof von Vémars beerdigt wurde, in welcher er bei seiner vier Jahre später verstorbenen Frau, Luce Le Ray (geb. Mauriac), deren Eltern, dem Literaturnobelpreisträger François Mauriac und dessen Frau Jeanne Mauriac (geb. Lafon), sowie Luces Schwester Claire Wiazemsky und deren Tochter, der Schauspielerin Anne Wiazemsky, ruht.